# Quique Costas
Enrique Álvarez Costas, plus connu sous le nom de Quique Costas, né le 16 janvier 1947 à Vigo, Galice, est un ancien joueur espagnol de football reconverti en entraîneur. Il a joué au Celta de Vigo et au FC Barcelone.
Ses deux fils, Óscar et Quique Álvarez, sont également footballeurs professionnels.

## Biographie

### En club
Quique Costas est vice-champion d'Espagne junior avec le Celta en 1965. Lors de la saison 1965-1966, il fait ses débuts avec l'équipe première en deuxième division. Il dispute 26 matchs cette saison-là, dont deux contre le CE Sabadell lors du play-off de promotion. Costas joue en tout 170 matchs avec le Celta jusqu'à la saison 1970-1971 (58 en D1, 112 en D2).
En 1971, il rejoint le FC Barcelone qu'il ne quittera plus jusqu'en 2014,,,. En 1974, il remporte le Championnat d'Espagne avec le Barça où joue Johan Cruijff. En 1978, il remporte la Coupe d'Espagne, et en 1979 la Coupe des coupes.
Quique Costas met un terme à sa carrière de joueur en 1980. Son bilan dans les championnats professionnels espagnols s'élève à 339 matchs joués, pour 14 buts marqués. Dans les compétitions européennes, son bilan est de 5 matchs en Coupe d'Europe des clubs champions, 13 matchs en Coupe de l'UEFA, 10 matchs en Coupe des coupes, et un match en Supercoupe de l'UEFA, pour aucun but.
Il entraîne ensuite le FC Barcelone C et le FC Barcelone B, puis effectue des tâches de suivi des joueurs (scouting) jusqu'en 2014, date à laquelle il prend sa retraite après 43 années au sein du FC Barcelone.

### En équipe nationale
Quique Costas reçoit 13 sélections en équipe d'Espagne entre 1970 et 1975.
Il joue son premier match en équipe nationale le 11 février 1970, en amical contre l'Allemagne (victoire 2-0). Il dispute ensuite deux matchs comptant pour les éliminatoires de l'Euro 1972, deux matchs comptant pour les éliminatoires de l'Euro 1976, et joue un match face à la Yougoslavie rentrant dans le cadre des éliminatoires du mondial 1974.

## Palmarès
Avec le FC Barcelone :
- 1 Championnat d'Espagne : 1974
- 1 Coupe d'Espagne : 1978
- 1 Coupe des coupes : 1979